# Hypochrysops theophanes
Hypochrysops theophanes är en fjärilsart som beskrevs av Smith 1894. Hypochrysops theophanes ingår i släktet Hypochrysops och familjen juvelvingar. Inga underarter finns listade i Catalogue of Life.